# Alison Mowbray
Alison Mowbray, née le 1er février 1971 à Derby, est une rameuse anglaise. 

## Palmarès

### Jeux olympiques
- 2004 à Athènes,  Grèce
  -  Médaille d'argent en quatre de couple